# Вольни-Двур
Вольни-Двур (пол. Wolny Dwór, нім. Freihof) — село в Польщі, у гміні Скаршеви Староґардського повіту Поморського воєводства.
Населення — 301 особа (2011).
У 1975-1998 роках село належало до Гданського воєводства.

## Демографія
Демографічна структура станом на 31 березня 2011 року:
|          | Загалом | Допрацездатний вік | Працездатний вік | Постпрацездатний вік |
| -------- | ------- | ------------------ | ---------------- | -------------------- |
| Чоловіки | 150     | 39                 | 103              | 8                    |
| Жінки    | 151     | 40                 | 89               | 22                   |
| Разом    | 301     | 79                 | 192              | 30                   |